# Hallett Sydney Ward

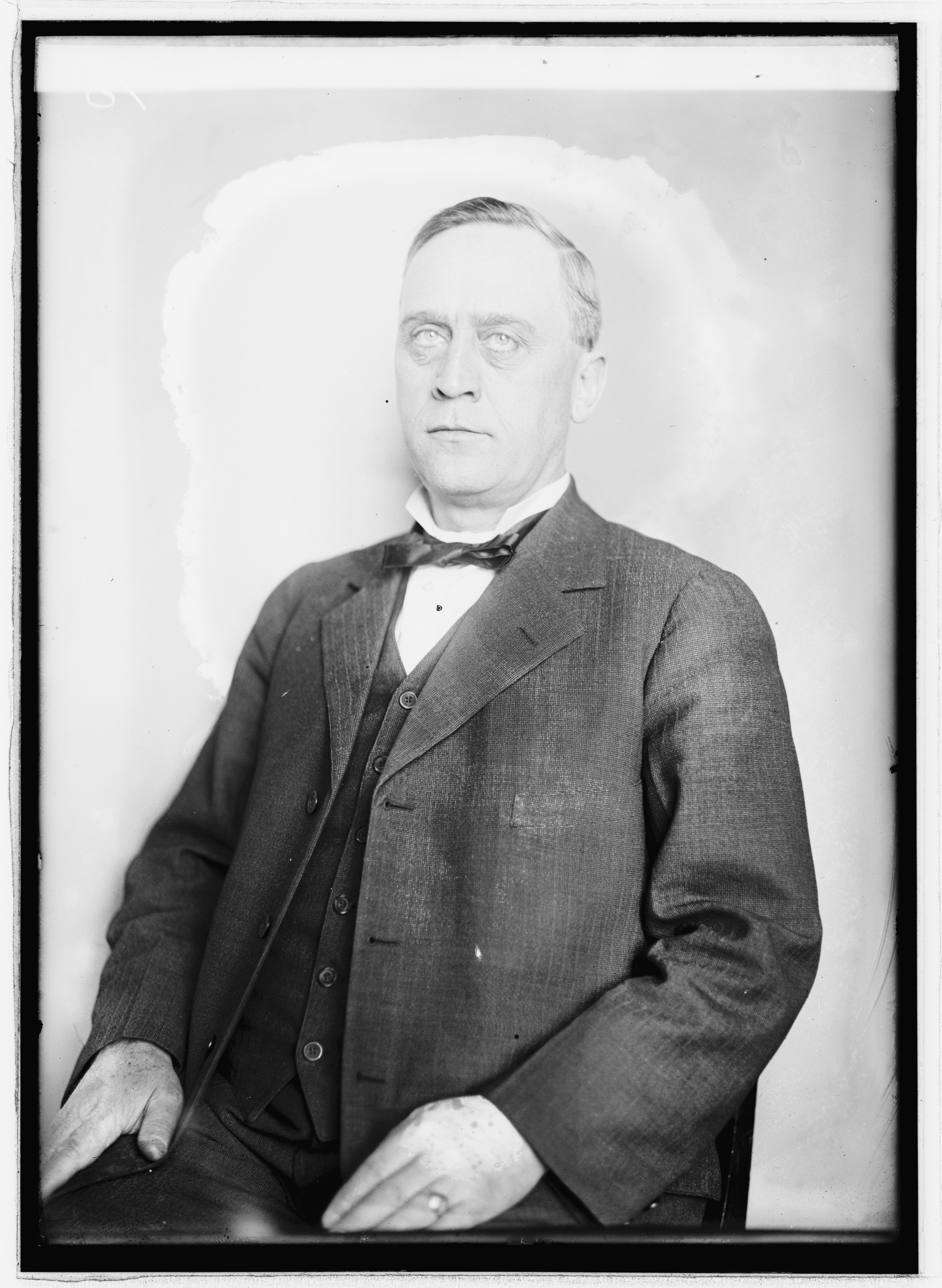
Hallett Sydney Ward (1921 oder 1922)

Hallett Sydney Ward (* 31. August 1870 bei Gatesville, Gates County, North Carolina; † 31. März 1956 in Washington, North Carolina) war ein US-amerikanischer Politiker. Zwischen 1921 und 1925 vertrat er den Bundesstaat North Carolina im US-Repräsentantenhaus.

## Werdegang
Hallett Ward besuchte die öffentlichen Schulen seiner Heimat. Nach einem anschließenden Jurastudium an der University of North Carolina in Chapel Hill und seiner 1893 erfolgten Zulassung als Rechtsanwalt begann er in Winton in diesem Beruf zu arbeiten. Gleichzeitig schlug er als Mitglied der Demokratischen Partei eine politische Laufbahn ein. Zwischen 1899 und 1901 gehörte Ward dem Senat von North Carolina an; in den Jahren 1902 und 1903 war er Bürgermeister der Gemeinde Plymouth. Von 1904 bis 1910 fungierte er als Staatsanwalt im ersten Gerichtsbezirk seines Staates. Ab 1904 war er in Washington im Beaufort County ansässig und betätigte sich dort als Rechtsanwalt.
Bei den Kongresswahlen des Jahres 1920 wurde Ward im ersten Wahlbezirk von North Carolina in das US-Repräsentantenhaus in Washington, D.C. gewählt, wo er am 4. März 1921 die Nachfolge von John Humphrey Small antrat. Nach einer Wiederwahl konnte er bis zum 3. März 1925 zwei Legislaturperioden im Kongress absolvieren. Im Jahr 1924 verzichtete er auf eine erneute Kandidatur. Nach seinem Ausscheiden aus dem US-Repräsentantenhaus arbeitete Ward wieder als Anwalt. Im Jahr 1931 zog er noch einmal in den Staatssenat ein. Er starb am 31. März 1956 in Washington, wo er auch beigesetzt wurde.